# Black-Ash Inheritance
Black-Ash Inheritance drugi je EP švedske grupe melodičnog death metala In Flames. Objavljen je 1997. kao predodžba albuma Whoracle. Pjesme se nalaze u japanskom izdanju Whoracle kao i u kasnijem izdanju The Jester Racea. Pjesma "Gyroscope" poslije je objavljena na Whoracleu, a pjesma "Behind Space" preuzeta je s prvog albuma Lunar Strain, s Mikaelom Stanneom kao pjevačem.

## Popis pjesama
Tekstovi: Anders Fridén, osim gdje je navedeno drukčije. 
| 1.    | »Goliaths Disarm Their Davids«             |               | Glenn Ljungström, Jesper Strömblad, Björn Gelotte | 4:56 |
| 2.    | »Gyroscope«                                |               | Strömblad                                         | 3:26 |
| 3.    | »Acoustic Medley« (instrumentalna skladba) |               | Strömblad                                         | 2:34 |
| 4.    | »Behind Space« (uživo)                     | Mikael Stanne | Ljungström, Strömblad                             | 3:37 |
| 14:33 |                                            |               |                                                   |      |

## Zasluge
In Flames
- Anders Fridén – vokal
- Jesper Strömblad – gitara, klavijature, bubnjevi
- Glenn Ljungström – gitara
- Johan Larsson – bas-gitara
- Björn Gelotte – bubnjevi

Ostalo osoblje
- Fredrik Nordström – produkcija

## Vanjske poveznice
- Black-Ash Inheritance - detalji o albumu
- Black-Ash Inheritance - riječi pjesama